# Здравко Пехливанов
Здравко Пехливанов е български офицер (генерал-майор), директор на Щаба на отбраната.

## Биография
Роден е на 22 септември 1966 г. в Ямбол. Завършва Висшето народно артилерийско училище в Шумен със специалност „Артилерия“. От 1989 г. е в българската армия. По-късно завършва факултет „Оперативно-технически“ на Военната академия в София, а след това и националния университет по отбраната на САЩ във Вашингтон със специалност „Стратегическо ръководство на отбраната и въоръжените сили“. През 2015 г. е назначен за заместник на военния представител във Военния комитет на НАТО в делегацията на България към НАТО. От 1 януари 2019 г. е бригаден генерал и заместник-директор на дирекция „Операции и планиране“ в Международния военен секретариат на НАТО в Брюксел. На 14 декември 2021 г. е освободен от длъжността заместник-директор на дирекция „Операции и планиране“ в Международния военен секретариат на НАТО в Брюксел, Белгия, считано от 1 януари 2022 г. и е назначен за директор на дирекция „Стратегическо планиране“, считано от 1 март 2022 г. На 5 май 2024 г. е освободен от длъжността директор на дирекция „Стратегическо планиране“, считано от 12 юли 2024 г., назначен за директор на щаба на отбраната и удостоен със звание „генерал-майор“.

## Образование
- ВНВАУ „Г. Димитров“, артилерия – ракетни войски – до 1989
- Военна академия „Г. С. Раковски“, „Организация и управление на тактическите формирования“
- Национален университет по отбраната на САЩ, „Стратегическо ръководство на отбраната и въоръжените сили“

## Военни звания
- Лейтенант (1989)
- Старши лейтенант
- Капитан
- Майор
- Подполковник
- Полковник (15 юли 2013)
- Бригаден генерал (1 януари 2019)
- Генерал-майор (12 юли 2024)